# Malaxis elegans
Malaxis elegans là một loài thực vật có hoa trong họ Lan. Loài này được (Ridl.) Ames mô tả khoa học đầu tiên năm 1921.